# Basilia japonica
Basilia japonica är en tvåvingeart som beskrevs av Oskar Theodor 1973. Basilia japonica ingår i släktet Basilia och familjen lusflugor. Inga underarter finns listade i Catalogue of Life.